# Rosman
Rosman é uma cidade  localizada no estado norte-americano de Carolina do Norte, no Condado de Transylvania.

## Demografia
Segundo o censo norte-americano de 2000, a sua população era de 490 habitantes.
Em 2006, foi estimada uma população de 564, um aumento de 74 (15.1%).

## Geografia
De acordo com o United States Census Bureau tem uma área de
1,1 km², dos quais 1,1 km² cobertos por terra e 0,0 km² cobertos por água. Rosman localiza-se a aproximadamente 678 m acima do nível do mar.

## Localidades na vizinhança
O diagrama seguinte representa as localidades num raio de 32 km ao redor de Rosman.